# Tel Kaif

Lage des Distriktes

Tel Kaif oder Tel Kef (auch Til Kaif, Tel Kayf und Tel Keyf, syrisch ܬܠ ܟܐܦܐ Tel Keppe) ist eine Region und ein Distrikt im Nordosten von Ninawa, das wiederum im Nordwesten des Iraks liegt, und ist ein Hauptsiedlungsgebiet der Assyrer und Jesiden im Irak.
Es grenzt an die Regionen Schaichān, al-Hamdaniya, Tel Afar, Mossul und im Norden an die Autonome Region Kurdistan, an der Region Dahuk. Der Distrikt bildet mit den Distrikten al-Hamdaniya (Baghdida) und Schaichān, die Ninive-Ebene.

## Liste der Städte und Dörfer im Distrikt Tel Kaif
- Tel Keppe, assyrische Stadt
- Alqosch, assyrische Stadt
- Telskuf, assyrische Stadt
- Bozan, jesidisches Dorf
- Beban, jesidisches Dorf
- Babira, jesidisches Dorf
- Chatare, jesidisches Dorf
- Dochata, jesidisches Dorf
- Sreschka, jesidisches Dorf
- Choschaba, jesidisches Dorf